# Топ-Кі
Топ-Кі (англ. Top Cay) — невеликий острів в складі Багамських островів. Адміністративно належить до району Гранд-Кі.
Острів розташований на півночі архіпелагу Абако біля північного краю острова Олд-Янкі-Кі. Острів рівнинний, має прямокутну форму з трохи видовженим північно-східним краєм. Повністю вкритий болотами. Довжина становить 1 км, ширина до 540 м. Висота на сході — 13 м.
| Багамські Острови | Це незавершена стаття з географії Багамських Островів. Ви можете допомогти проєкту, виправивши або дописавши її. |